# Берсин
Берсин е село в Западна България. То се намира в община Кюстендил, област Кюстендил.

## География
Село Берсин се намира в Западна България, в южната част на Кюстендилската котловина, югоизточно от град Кюстендил, на шосето за село Страдалово, в източните поли на планината Осогово. Разстояние до град Кюстендил – 8,3 km.
Махали: Горна (Хановете), Средна, Тасковска, Долна.
Климат – умерен, преходно-континентален.
През годините селото принадлежи към следните административно-териториални единици:
- 1949 – 1955 – Община Берсин
- 1955 – 1978 – Община Граница
- 1978 – днес – Община Кюстендил

## Население
| година    | 1880 | 1900 | 1920 | 1926 | 1934  | 1946 | 1956 | 1965 | 1975 | 1984 | 2009 |
| население | 554  | 864  | 788  | 850  | 850 - | 815  | 658  | 551  | 452  | 312  | 151  |

Численост и дял на етническите групи според преброяването на населението през 2011 г.:
|                     | Численост | Дял (в %) |
| Общо                | 178       | 100,00    |
| Българи             | 173       | 97,19     |
| Турци               | 0         | 0,00      |
| Цигани              | 0         | 0,00      |
| Други               | 0         | 0,00      |
| Не се самоопределят | 0         | 0,00      |
| Неотговорили        | 4         | 2,24      |

## История
Няма данни за възникването на селището. В самото село са открити останки от антично селище, а на 2 км югозападно от селото е разкрит и античен некропол.
В турски регистри селото е споменато като Берсино (1570), Берсин (1576), Берсиниче (1605).
В края на ХІХ век селото има 6694 дка землище, от които 4765 дка ниви, 694 дка гори, 636 дка лозя, 653 дка овощни и зеленчукови градини, 191 дка ливади и се отглеждат 1143 овце, 260 говеда и 98 коня. Основен поминък на селяните са земеделието и животновъдството.
През 1876 г. е открито училище, през 1886 г. е построена църквата „Свети Георги“, изписана от Евстатий Попдимитров.
През 1909 г. е учредено всестранно спомагателно дружество „Живот“, през 1920 г. – всестранно земеделско кооперативно сдружение „Слива“ и през 1923 г. – читалище „Васил Левски“.
При избухването на Балканската война четири души от Берсин са доброволци в Македоно-одринското опълчение.
През 1935 г. е открит лекарски участък, а през 1937 г. – пощенска станция.
Селото е електрифицирано през 1942 г. и водоснабдено през 1965 г.
През 1956 г. е учредено ТКЗС „Георги Зарев“, което от 1979 г. е включено в състава на АПК „Осогово“ – град Кюстендил.
Изграден е здравен дом (1961), построена е помпена станция за напояване и водоснабдяване (1965).
Изграден е язовир „Берсин“.
В началото на XXI век в резултат на промените в страната след 1989 г. и засилената миграция населението намалява. Перспективите за развитие на селото са свързани с лозарството и овощарството и развитието на селски и културен туризъм.

## Исторически, културни и природни забележителности
- Църква „Свети Георги“ – построена е през 1886 г.
- Архитектурен паметник на загиналите 1915 – 1918 г.

## Религии
Село Берсин принадлежи в църковно-административно отношение към Кюстендилската духовна околия на Софийската епархия на БПЦ. Населението изповядва източното православие.

## Обществени институции
- Кметско наместничество.
- Читалище „Васил Левски“ – действащо читалище, регистрирано под номер 127 в Министерство на Културата на Република България Дейности: библиотека – 7282 тома.

## Редовни събития
През септември се провежда събор, прави се курбан на Димитровден.